# Oluf Samsons Gang
Oluf Samsons Gang (Petuh: Oluf Samsons Gang; tysk: Oluf-Samson-Gang) er en gade i den indre by i Flensborg. Gaden er en sidegade til Nørregade og fører fra det danske bibliotek i Nørregade ned til Skibsbroen. Den smalle brosten-belagte gade er præget af små huse fra 1700-tallet, hvoraf mange er i bindingsværk og har store kvistvindueer. Tilsammen udgør bygningerne en arkitektonisk helhed af høj værdi. Gangen er knap 100 meter lang. 
Oluf-Samsons-Gang fik sit navn i 1617 efter skibsrederen Oluf Samson. Efternavnet Samson forklares med hans herkomst fra øen Samsø. Bygningerne i gangen husede oprindelig søfolk og håndværkere. I 1918 blev gaden hjemsted for prostituerede, der viste sig frem i de små vinduer. I dag er de fleste bygninger renoveret og gangen blev på grund af sin velbevarede bygningskultur og sin beliggenhed midt i den indre by til et efterspurgt boligområde.
En parallelt løbende gang mod nord er Herrestaldene (på tysk Herrenstall).